# Ivasim
Ivasim d.o.o. je hrvatska tvrtka sa sjedištem u Ivanić-Gradu. Ova tvrtka osnovana je 1974. godine. Djelatnost je proizvodnja kemijskih proizvoda: sintetska maziva, sredstva za čišćenje, sredstva za kućanstva. Tvrtka Ivasim je jedna od hrvatskih tvrtki koji su bili pioniri u polju računarstva tijekom 1980-ih.

## Proizvodi

### Povijesni
Ivasim elektronika bila je podružnica tvrtke Ivasim, i proizvodila je razne elektroničke komponente za naftnu industriju. Tijekom 1980-tih, pojavila se prilika da osvoji proizvodnja osobnih računala koja su u tom vremenu bili deficitarni proizvodi u SFRJ zbog ograničenog uvoza te drakonskih mjera ekonomske stabilizacije.
- Računala
  - Ivel Ultra
  - Ivel Z3
  - Ivel Script
  - Ivel Trend 1
  - Ivel Trend 2
- Terminali
  - Ivel V-100
  - Ivel ICL
  - Ivel V-210

## Vanjske poveznice
- Službena stranica